# Ліси Камерунського нагір'я
Ліси Камерунського нагір'я (ідентифікатор WWF: AT0103) — афротропічний екорегіон тропічних та субтропічних вологих широколистяних лісів, розташований в горах Камерунського нагір'я на кордоні Нігерії та Камеруну.

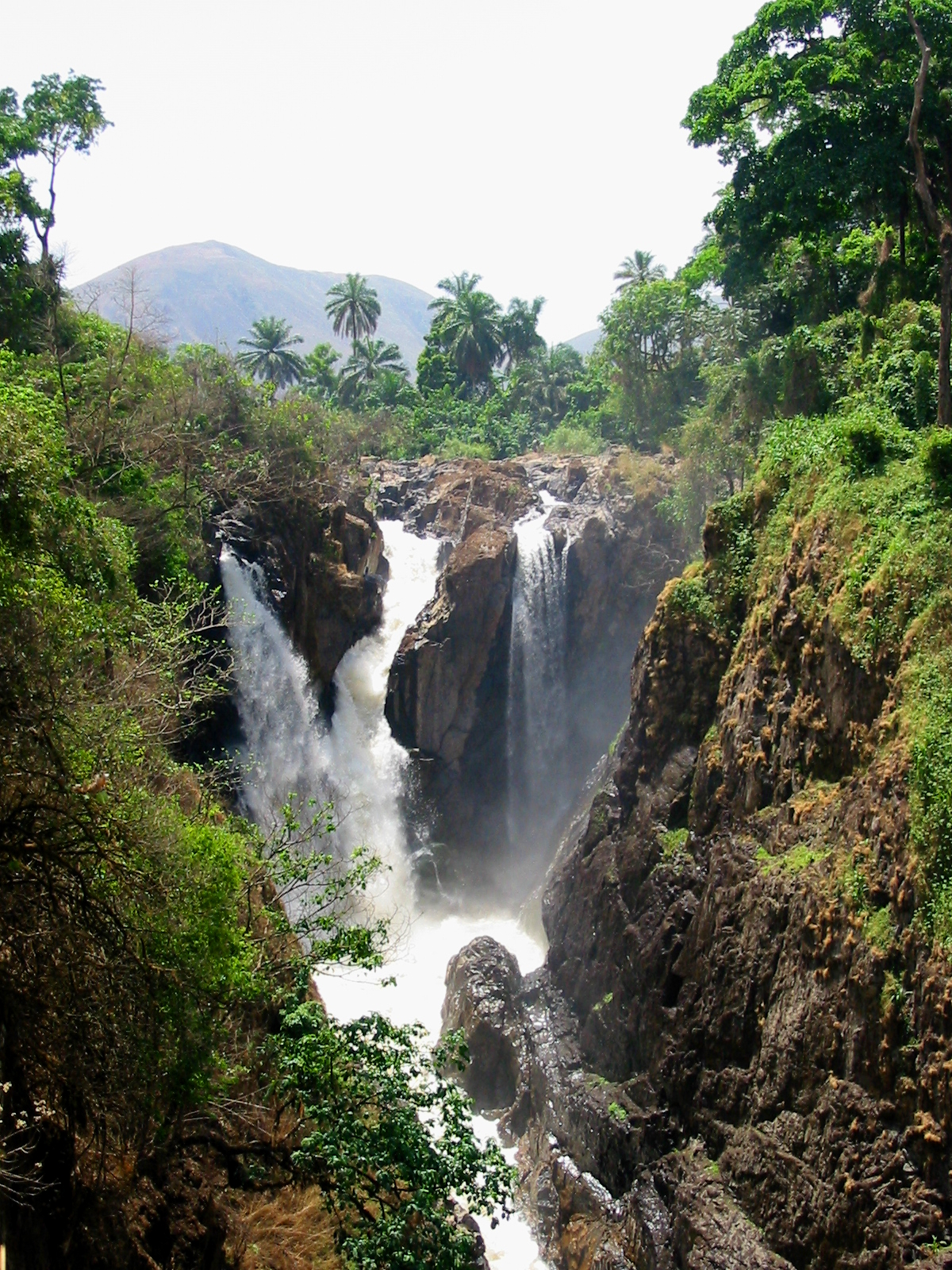
Водоспад на річці Менчум (річка)

## Географія
Екорегіон лісів Камерунського нагір'я охоплює гірські ліси та високогірні луки, розташовані в горах Камерунського нагір'я на висоті понад 900 м над рівнем моря. Ці гори простягаються з південного заходу на північний схід вздовж нігерійсько-камерунського кордону. На південному заході екорегіон охоплює пагорби Румпі, гори Бакоссі, гору Нлонако, гору Купе та гору Маненгуба . Далі на північний схід він включає в себе плато Мамбілла та нагір'я Баменда. Далі регіон продовжується на північний схід вздовж західною краю плато Амадава до гірського масиву Чабал-Гангдаба. На крайньому північному сході регіон охоплює плато Обуду в Нігерії та гори Атлантік і Хоссере-Вокре в Камеруні.
Найвищою вершиною екорегіону є гора Оку висотою 3011 м. Переважна частина регіону розташована на висоті нижче 2600 м над рівнем моря. Приблизно на висоті 1000-800 м над рівнем моря екорегіон лісів Камерунського нагір'я переходить у Кросс-Санаго-Біокські прибережні ліси (на півдні), гвінейську лісосавану (на заході) та лісосавану Північного Конго (на сході). З геологічної точки зору Камерунське нагір'я є частиною Камерунської лінії, геологічного розлому, який простягається від островів Гвінейської затоки (Аннобон, Сан-Томе, Принсіпі, Біоко) через гору Камерун до Камерунського нагір'я. Діючий вулкан Камерун, розташований на узбережжі Гвінейської затоки не входить до екорегіону лісів Камерунського нагір'я, а натомість об'єднується з горами острова Біоко у окремий екорегіон гірських лісів Камеруну та Біоко. Гори Камерунського нагір'я є згаслими вулканами, внаслідок чого ґрунти екорегіону є досить родючими. Родючість ґрунтів у поєднанні з вологим кліматом сприає високій густоті населення в регіоні.

## Клімат
Незважаючи на те, що регіон розташований в африканських тропіках, середні максимальні температури в ньому є нижчими за 20 °C через вплив висоти. Загалом клімат регіону є прохолоднішим за клімат навколишніх низовин. На півдні регіону, ближче до узбережжя, середньорічна кількість опадів становить 4000 мм, а на півночі регіону вона становить 1800 мм або навіть менше.

## Флора
Широкий висотний діапазон регіону призвів до формування різних рослинних угруповань. На висоті від 900 до 1800 м над рівнем моря ростуть передгірські ліси, а вище — високогірні ліси, гірські луки та бамбукові зарості. На Оку, найвищій горі регіону, на висоті понад 2800 м над рівнем моря поширені субальпійські луки. В лісах регіону переважають афромонтанські види, передусім купчасті нуксії (Nuxia congesta), широколисті ногоплідники (Podocarpus latifolius), африканські вишні (Prunus africana), капські буки (Myrsine melanophloeos) та гвінейські сизигіуми (Syzygium guineense ssp. bamendae). На великих висотах ці дерева густо вкриті епіфітами, зокрема орхідеями та мохами. Серед інших рослин, поширених в регіоні, слід відзначити Solanecio mannii, Hypericum lanceolatum, Myrica humilis, Erica mannii та Astropanax abyssinicus.
Видове різноманіття дерев в регіоні є відносно низьким, натомість різноманіття трав'янистих рослин є досить високим. Найбільше різноманіття деревної флори спостерігається в передгір'ях, з висотою воно зменшується. Велика кількість ендемічних рослин регіону зустрічається на високогірних луках і пустищах. Рослинні угруповання, поширені у цих нелісистих природних середовищах, містять спільні флористичні елементи з високогірними рослинними угрупованнями Східної Африки, зокрема з поширеними у високогірних пустищах Рувензорі та Вірунги. Екорегіон гірських лісів Камерунського нагір'я недостатньо високий, щоб містити справжні афроальпійські елементи, які обмежені горами Східної Африки.
Флора лісів Камерунського нагір'я споріднена з флорою гірських лісів Анголи та з флорою гір Східної Африки. Серед рослин, поширених як в горах Камеруну, так і в горах Східної Африки, слід відзначити китайський алангіум (Alangium chinense), камеденосну альбіцію (Albizia gummifera), африканську білу грушу (Apodytes dimidiata), широколисте цибулинне дерево (Cassipourea gummiflua), великоколосий кротон (Croton macrostachyus), африканський падуб (Ilex mitis), капську маслину (Olea capensis), широколистий ногоплідник (Podocarpus latifolius), рудий полісціас (Polyscias fulva), африканську вишню (Prunus africana), абіссинський астропанакс (Astropanax abyssinicus), стромбозію Шеффлера (Strombosia scheffleri) та африканське лимонне дерево (Xymalos monospora), а також верболисту агарісту (Agarista salicifolia), ланцетолисту месу (Maesa lanceolata), низьку міріку (Myrica humilis), купчасту нуксію (Nuxia congesta), капське сирне дерево (Pittosporum viridiflorum), капський бук (Rapanea melanophloeos) та сколопію Цейхера (Scolopia zeyheri).

## Фауна
Екорегіон лісів Камерунського нагір'я вирізняється високим різноманіттям ендемічних птахів. Ендеміками регіону є камерунські нікорники (Apalis bamendae), рудобокі куцокрили (Bradypterus bangwaensis), білогорлі злочики (Turdoides gilberti), камерунські прирітники (Platysteira laticincta), камерунські ткачики (Ploceus bannermani), камерунські турако (Tauraco bannermani) та купенські вюргери (Chlorophoneus kupeensis), загалом сім видів. Ще дев'ять видів птахів є майже ендемічними: окрім гір Камерунського нагір'я, вони також зустрічаються на горі Камерун та на Біоко. Такими птахами є камерунська жалібничка (Psalidoprocne fuliginosa), сизоголовий бюльбюль (Arizelocichla tephrolaema), камерунський торо (Phyllastrephus poensis), чорноголовий вівчарик (Phylloscopus herberti), зелена принія (Urolais epichlorus), білохвостий цвіркач (Poliolais lopezi), камерунський нектарик, фернандеська маріка (Cinnyris ursulae) та куций астрильдик (Nesocharis shelleyi). Також існує близько 14 видів птахів. які мешкають на Камерунському нагір'ї та на горі Камерун, однак не на Біоко. Серед таких видів слід відзначити камерунського бюльбюля (Phyllastrephus poliocephalus), нігерійського торо (Phyllastrephus poliocephalus), жовтогрудого гонолека (Laniarius atroflavus), зеленогрудого гладіатора (Malaconotus gladiator) та гірського золотокоса (Cossypha isabellae). Деякі види, зокрема каштановоголові таміки (Cisticola chubbi) та малі золотокоси (Cossyphicula roberti) мешкають в горах Камерунського нагір'я та в горах Альбертінського рифту в Східній Африці.
В горах Камерунського нагір'я мешкає дев'ять ендемічних видів дрібних ссавців — великі мишівки (Hylomyscus grandis), пацюки гори Оку (Lamottemys okuensis), смугасті трав'яні миші Міттендорфа (Lemniscomys mittendorfi), жорсткошерстні миші Дітерлена (Lophuromys dieterleni), жорсткошерстні миші Ейзентраута (Lophuromys eisentrauti), мишоподібні землерийки гори Оку (Myosorex okuensis), мишоподібні землерийки гір Румпі (Myosorex rumpii), західні отомиші (Otomys occidentalis) та м'якошерстні миші Гартвіга (Praomys hartwigi). В екорегіоні мешкає ізольована популяція річкових горил (Gorilla gorilla diehli), а також рідкісні дріли (Mandrillus leucophaeus), камерунські колобуси (Piliocolobus preussi) та нігерійсько-камерунські шимпанзе (Pan troglodytes ellioti).
Серед ендемічних плазунів регіону слід відзначити чотирирогого хамелеона (Trioceros quadricornis), хамелеона Пфеффера (Trioceros pfefferi), жовто-фіолетового гірського сцинка (Leptosiaphos ianthinoxantha) та дуруарського змієокого сцинка (Panaspis duruarum). Також ендеміками екорегіону є майже 40 видів амфібій.

## Збереження
Оцінка 2017 року показала, що 2968 км², або 8 % екорегіону, є заповідними територіями. Природоохоронні території включають: Національний парк Гашака-Гумті в Нігерії, а також Національний парк Коруп та Заповідник дикої природи Баньянг-Мбо в Камеруні.